# جزيرة ناكال
جزيرة ناكال وهي جزيرة من جزر إندونيسيا، وتقع في إقليم كالمنتان الشرقية، في أرخبيل بورنيو.